# Seabrook Farms
Seabrook Farms és una concentració de població designada pel cens dels Estats Units a l'estat de Nova Jersey. Segons el cens del 2000 tenia 1.719 habitants.

## Demografia
Segons el cens del 2000, Seabrook Farms tenia 1.719 habitants, 582 habitatges, i 451 famílies. La densitat de població era de 304,5 habitants/km².
Dels 582 habitatges en un 55,3% hi vivien nens de menys de 18 anys, en un 29,7% hi vivien parelles casades, en un 41,4% dones solteres, i en un 22,5% no eren unitats familiars. En el 19,8% dels habitatges hi vivien persones soles el 8,4% de les quals corresponia a persones de 65 anys o més que vivien soles. El nombre mitjà de persones vivint en cada habitatge era de 2,95 i el nombre mitjà de persones que vivien en cada família era de 3,33.
Per edats la població es repartia de la següent manera: un 42,8% tenia menys de 18 anys, un 10,1% entre 18 i 24, un 26,2% entre 25 i 44, un 14,9% de 45 a 60 i un 6,1% 65 anys o més.
L'edat mediana era de 23 anys. Per cada 100 dones de 18 o més anys hi havia 67,5 homes.
La renda mediana per habitatge era de 16.558 $ i la renda mediana per família de 22.500 $. Els homes tenien una renda mediana de 24.479 $ mentre que les dones 24.643 $. La renda per capita de la població era de 12.499 $. Aproximadament el 28,3% de les famílies i el 34,3% de la població estaven per davall del llindar de pobresa.

## Poblacions més properes
El següent diagrama mostra les poblacions més properes.